# Az MTK Budapest FC 2004–2005-ös szezonja
Az MTK Budapest FC 2004–2005-ös szezonja szócikk az MTK Budapest FC első számú férfi labdarúgócsapatának egy szezonjáról szól, mely összességében a 96. idénye volt a csapatnak a magyar első osztályban. A klub fennállásának ekkor volt a 116. évfordulója.

## Mérkőzések
| Színmagyarázat | Színmagyarázat |
| -------------- | -------------- |
|                | Győzelem.      |
|                | Döntetlen.     |
|                | Vereség.       |

### Arany Ászok Liga 2004–05

#### Őszi fordulók
| 1. forduló 2004. augusztus 7. 20:00 |

| MTK Budapest                             | 3 – 0   | FC Sopron                     |
| ---------------------------------------- | ------- | ----------------------------- |
| Kanta 26' 54' Balogh 68' Czvitkovics 82' | (1 – 0) | Sira 8' Bagoly 56' Sifter 67' |

| Hidegkuti Nándor Stadion, Budapest Nézőszám: 1 500 Játékvezető: Megyebíró János (magyar) |

| 2. forduló 2004. augusztus 20. 18:00 |

| Újpest                              | 2 – 0   | MTK Budapest             |
| ----------------------------------- | ------- | ------------------------ |
| Vanczák 14' Rajczi 21' Bükszegi 44' | (2 – 0) | Lambulić 58' Horváth 70' |

| Szusza Ferenc Stadion, Budapest Nézőszám: 3 496 Játékvezető: Bede Ferenc (magyar) |

| 3. forduló 2004. augusztus 21. 20:00 |

| MTK Budapest                           | 1 – 0   | Lombard Pápa |
| -------------------------------------- | ------- | ------------ |
| Welton 73' Jezdimirović 47' Halmai 58' | (0 – 0) |              |

| Hidegkuti Nándor Stadion, Budapest Nézőszám: 1 200 Játékvezető: Sóthy András (magyar) |

| 4. forduló 2004. augusztus 29. 11:30 |

| Ferencváros             | 2 – 1   | MTK Budapest                                                   |
| ----------------------- | ------- | -------------------------------------------------------------- |
| Vágner 12' Rósa 75' 21' | (1 – 0) | Füzi 61' 71' Welton 30' Balogh 35' Jezdimirović 43' Pollák 72' |

| Üllői út, Budapest Nézőszám: 4 883 Játékvezető: Szabó Zsolt (magyar) |

| 5. forduló 2004. szeptember 11. 18:00 |

| MTK Budapest                  | 2 – 0   | Debreceni VSC                                                 |
| ----------------------------- | ------- | ------------------------------------------------------------- |
| Füzi 48' (11-esből) Illés 90' | (0 – 0) | Kerekes 29' Nikolov 42' Csernyánszki 48' Bernáth 86' Habi 89' |

| Hidegkuti Nándor Stadion, Budapest Nézőszám: 1 500 Játékvezető: Ábrahám Attila (magyar) |

| 6. forduló 2004. szeptember 18. 18:00 |

| Pécsi MFC                                        | 1 – 0   | MTK Budapest |
| ------------------------------------------------ | ------- | ------------ |
| Pollák 12' (öngól) Kóczián 2' Berdó 55' Pest 65' | (1 – 0) | Juhász 66'   |

| PMFC Stadion, Pécs Nézőszám: 2 500 Játékvezető: Szarka Zoltán (magyar) |

| 7. forduló 2004. szeptember 26. 18:00 |

| MTK Budapest      | 2 – 0   | Zalaegerszegi TE |
| ----------------- | ------- | ---------------- |
| Bori 5' Kanta 34' | (2 – 0) | Szamosi 56'      |

| Hidegkuti Nándor Stadion, Budapest Nézőszám: 1 000 Játékvezető: Arany Tamás (magyar) |

| 8. forduló 2004. október 2. 18:00 |

| Budapest Honvéd                | 1 – 1   | MTK Budapest                |
| ------------------------------ | ------- | --------------------------- |
| Vámosi 71' 32' Budovinszky 65′ | (0 – 1) | Welton 44' Jezdimirović 32' |

| Bozsik József Stadion, Budapest Nézőszám: 1 500 Játékvezető: Juhos Attila (magyar) |

| 9. forduló 2004. október 16. 18:00 |

| MTK Budapest | 1 – 0   | Győri ETO                   |
| ------------ | ------- | --------------------------- |
| Welton 55'   | (0 – 0) | Regedei 26' Vincze G. 90+1' |

| Hidegkuti Nándor Stadion, Budapest Nézőszám: 700 Játékvezető: Sápi Csaba (magyar) |

| 10. forduló 2004. október 23. 17:00 |

| Diósgyőr                   | 2 – 2   | MTK Budapest         |
| -------------------------- | ------- | -------------------- |
| Virágh 35' 36' Egressy 65' | (1 – 1) | Welton 25' Illés 60' |

| DVTK-stadion, Miskolc Nézőszám: 5 000 Játékvezető: Bede Ferenc (magyar) |

| 11. forduló 2004. október 30. 17:00 |

| MTK Budapest                   | 2 – 2   | Videoton                                     |
| ------------------------------ | ------- | -------------------------------------------- |
| Illés 63' 66' Jezdimirović 18' | (0 – 0) | Horváth F. 68' Magasföldi 85' Hercegfalvi 8' |

| Hidegkuti Nándor Stadion, Budapest Nézőszám: 1 000 Játékvezető: Sóthy András (magyar) |

| 12. forduló 2004. november 6. 16:00 |

| MTK Budapest         | 1 – 1   | Előre FC Békéscsaba  |
| -------------------- | ------- | -------------------- |
| Illés 51' Pollák 17' | (0 – 0) | Vilotić 60' Grúz 27' |

| Hidegkuti Nándor Stadion, Budapest Nézőszám: 1 000 Játékvezető: Arany Tamás (magyar) |

| 13. forduló 2004. november 10. 18:00 |

| Kaposvári Rákóczi     | 1 – 2   | MTK Budapest                                                |
| --------------------- | ------- | ----------------------------------------------------------- |
| Oláh 47' Zahorecz 44' | (0 – 2) | Füzi 40' (11-esből) 25' Lambulić 44' (11-esből) Horváth 69' |

| Rákóczi Stadion, Kaposvár Nézőszám: 4 000 Játékvezető: Dubraviczky Attila (magyar) |

| 14. forduló 2004. november 20. 16:00 |

| MTK Budapest                             | 3 – 0   | Nyíregyháza Spartacus |
| ---------------------------------------- | ------- | --------------------- |
| Rednic 15' Kanta 48' Németh 81' Bori 51' | (1 – 0) | Tóth 47'              |

| Hidegkuti Nándor Stadion, Budapest Nézőszám: 900 Játékvezető: Makai János (magyar) |

| 15. forduló 2004. november 27. 18:00 |

| Vasas                                                      | 3 – 1   | MTK Budapest         |
| ---------------------------------------------------------- | ------- | -------------------- |
| Horváth 12' Ferenczi 38' Rósa 90+2' Tóth A. 35' Molnár 62' | (2 – 1) | Kanta 23' Juhász 26' |

| Illovszky Rudolf Stadion, Budapest Nézőszám: 2 500 Játékvezető: Juhos Attila (magyar) |

#### Tavaszi fordulók
| 16. forduló 2005. március 18. 18:00 |

| FC Sopron               | 1 – 1   | MTK Budapest               |
| ----------------------- | ------- | -------------------------- |
| Bárányos 69' (11-esből) | (0 – 0) | Kanta 62' Jezdimirović 49' |

| Káposztás utcai Stadion, Sopron Nézőszám: 1 000 Játékvezető: Arany Tamás (magyar) |

| 17. forduló 2005. március 16. 18:00 |

| MTK Budapest                      | 3 – 1   | Újpest                           |
| --------------------------------- | ------- | -------------------------------- |
| Balogh 73' Illés 75' 77' Füzi 26' | (0 – 0) | Juhár 47' 59′ Tóth 31' Simek 84′ |

| Hidegkuti Nándor Stadion, Budapest Nézőszám: 3 000 Játékvezető: Szabó József (magyar) |

| 18. forduló 2005. március 19. 15:00 |

| Lombard Pápa | 0 – 1   | MTK Budapest               |
| ------------ | ------- | -------------------------- |
| Milcea 24'   | (0 – 0) | Illés 78' Jezdimirović 55' |

| Perutz Stadion, Pápa Nézőszám: 1 400 Játékvezető: Ábrahám Attila (magyar) |

| 19. forduló 2005. április 3. 11:00 |

| MTK Budapest                                      | 3 – 1   | Ferencváros                          |
| ------------------------------------------------- | ------- | ------------------------------------ |
| Bori 79' 80' 90' Pollák 90' Lambulić 21' Füzi 49' | (0 – 0) | Bajevszki 76' Sowunmi 22' Takács 42' |

| Hidegkuti Nándor Stadion, Budapest Nézőszám: 3 000 Játékvezető: Dubraviczky Attila (magyar) |

| 20. forduló 2005. április 9. 19:00 |

| Debreceni VSC                                       | 3 – 0   | MTK Budapest                |
| --------------------------------------------------- | ------- | --------------------------- |
| Bogdanović 19' Sándor 44' 41' Madar 71' Halmosi 34' | (2 – 0) | Jezdimirović 13' Welton 16' |

| Oláh Gábor utcai stadion, Debrecen Nézőszám: 7 500 Játékvezető: Megyebíró János (magyar) |

| 21. forduló 2005. április 13. 18:00 |

| MTK Budapest           | 1 – 1   | Pécsi MFC        |
| ---------------------- | ------- | ---------------- |
| Hrepka 90+3' Zabos 68' | (0 – 1) | Sztipánovics 44' |

| Hidegkuti Nándor Stadion, Budapest Nézőszám: 1 000 Játékvezető: Szabó Zsolt (magyar) |

| 22. forduló 2005. április 16. 19:00 |

| Zalaegerszegi TE | 0 – 1   | MTK Budapest                           |
| ---------------- | ------- | -------------------------------------- |
| Józsi 34'        | (0 – 0) | Hrepka 90' Welton 23' Jezdimirović 35' |

| ZTE Aréna, Zalaegerszeg Nézőszám: 5 000 Játékvezető: Ábrahám Attila (magyar) |

| 23. forduló 2005. április 22. 13:30 |

| MTK Budapest                                            | 3 – 0   | Budapest Honvéd |
| ------------------------------------------------------- | ------- | --------------- |
| Kanta 4' 90' Balogh 34' Mészáros 67' (öngól) Hrepka 47' | (2 – 0) | Mészáros 34'    |

| Hidegkuti Nándor Stadion, Budapest Nézőszám: 2 000 Játékvezető: Saskőy Szabolcs (magyar) |

| 24. forduló 2005. április 27. 18:00 |

| Győri ETO          | 1 – 1   | MTK Budapest          |
| ------------------ | ------- | --------------------- |
| Perić 83' Zsók 89' | (0 – 0) | Juhász 52' Balogh 44' |

| ETO Park, Győr Nézőszám: 4 000 Játékvezető: Fábián Mihály (magyar) |

| 25. forduló 2005. április 30. 19:00 |

| MTK Budapest | 0 – 0   | Diósgyőr                 |
| ------------ | ------- | ------------------------ |
| Illés 85'    | (0 – 0) | Belényesi 68' Polyák 86' |

| Hidegkuti Nándor Stadion, Budapest Nézőszám: 1 500 Játékvezető: Szarka Zoltán (magyar) |

| 26. forduló 2005. május 4. 18:00 |

| FC Fehérvár         | 2 – 3   | MTK Budapest                                            |
| ------------------- | ------- | ------------------------------------------------------- |
| Kuttor 3' Voicu 89' | (1 – 1) | Kuttor 15' (öngól) Illés 63' Czvitkovics 76' Pollák 30' |

| Sóstói Stadion, Székesfehérvár Nézőszám: 500 Játékvezető: Sápi Csaba (magyar) |

| 27. forduló 2005. május 7. 19:00 |

| Előre FC Békéscsaba | 0 – 1   | MTK Budapest |
| ------------------- | ------- | ------------ |
|                     | (0 – 1) | Balogh 7'    |

| Kórház utcai stadion, Békéscsaba Nézőszám: 1 200 Játékvezető: Dubraviczky Attila (magyar) |

| 28. forduló 2005. május 14. 19:00 |

| MTK Budapest             | 0 – 0   | Kaposvári Rákóczi                 |
| ------------------------ | ------- | --------------------------------- |
| Horváth 76' Lambulić 90' | (0 – 0) | Kovácsevics 39' Bank 49' Tóth 72' |

| Hidegkuti Nándor Stadion, Budapest Nézőszám: 1 511 Játékvezető: Kassai Viktor (magyar) |

| 29. forduló 2005. május 21. 18:00 |

| Nyíregyháza Spartacus                     | 0 – 5   | MTK Budapest                                                                  |
| ----------------------------------------- | ------- | ----------------------------------------------------------------------------- |
| Sipos 6' Kenesei 12′ Márton 38' Győri 90' | (0 – 3) | Füzi 6' (11-esből) 26' Lambulić 18' Illés 85' Welton 87' 81' Jezdimirović 11' |

| Nyíregyháza Városi Stadion, Nyíregyháza Nézőszám: 5 000 Játékvezető: Vad II. István (magyar) |

| 30. forduló 2005. május 26. 18:00 |

| MTK Budapest             | 2 – 1   | Vasas                                     |
| ------------------------ | ------- | ----------------------------------------- |
| Kanta 22' 47' Balogh 40' | (1 – 0) | Győri 90' Janjić 35' Schultz 41' Rósa 46' |

| Hidegkuti Nándor Stadion, Budapest Nézőszám: 1 200 Játékvezető: Szabó Zsolt (magyar) |

#### A végeredmény
|    | Csapat                      | Játszott | Gy | D  | V  | L  | K  | GK  | Pont |
| -- | --------------------------- | -------- | -- | -- | -- | -- | -- | --- | ---- |
| 1  | Debreceni VSC-AVE Ásványvíz | 30       | 19 | 5  | 6  | 57 | 25 | +32 | 62   |
| 2  | Ferencvárosi TC             | 30       | 17 | 5  | 8  | 56 | 31 | +25 | 56   |
| 3  | MTK Budapest1               | 30       | 16 | 9  | 5  | 47 | 26 | +21 | 56   |
| 4  | Újpest FC                   | 30       | 15 | 10 | 5  | 60 | 34 | +26 | 55   |
| 5  | Győri ETO FC                | 30       | 16 | 6  | 8  | 44 | 32 | +12 | 54   |
| 6  | Zalaegerszegi TE FC         | 30       | 13 | 5  | 12 | 48 | 45 | +3  | 44   |
| 7  | Matáv FC Sopron             | 30       | 11 | 9  | 10 | 44 | 44 | 0   | 42   |
| 8  | FC Fehérvár²                | 30       | 11 | 10 | 9  | 44 | 36 | +8  | 40   |
| 9  | Diósgyőri VTK               | 30       | 11 | 4  | 15 | 39 | 45 | -6  | 37   |
| 10 | Pécsi Mecsek FC             | 30       | 9  | 9  | 12 | 33 | 35 | -2  | 36   |
| 11 | Budapest Honvéd FC          | 30       | 10 | 5  | 15 | 37 | 58 | -21 | 35   |
| 12 | NABI-Kaposvári Rákóczi FC   | 30       | 8  | 10 | 12 | 34 | 47 | -13 | 34   |
| 13 | Vasas SC                    | 30       | 10 | 3  | 17 | 34 | 48 | -14 | 33   |
| 14 | Lombard Pápa Termál FC      | 30       | 8  | 6  | 16 | 40 | 47 | -7  | 30   |
| 15 | Nyíregyháza Spartacus FC    | 30       | 5  | 11 | 14 | 38 | 63 | -25 | 26   |
| 16 | Előre FC Békéscsaba³        | 30       | 4  | 7  | 19 | 26 | 65 | -39 | 4    |

- 1: 1 pont levonva
- 2: 3 pont levonva
- 3: 15 pont levonva

|  | A Bajnokok Ligája selejtezőjének második körébe jut |
|  | Az UEFA-kupa selejtezőjébe jut                      |
|  | UEFA Intertotó Kupa első fordulójába jut            |
|  | Kiesők                                              |

#### Helyezések fordulónként
| Forduló  | 1  | 2  | 3  | 4 | 5  | 6 | 7  | 8 | 9  | 10 | 11 | 12 | 13 | 14 | 15 | 16 | 17 | 18 | 19 | 20 | 21 | 22 | 23 | 24 | 25 | 26 | 27 | 28 | 29 | 30 |
| -------- | -- | -- | -- | - | -- | - | -- | - | -- | -- | -- | -- | -- | -- | -- | -- | -- | -- | -- | -- | -- | -- | -- | -- | -- | -- | -- | -- | -- | -- |
| Helyszín | O  | I  | O  | I | O  | I | O  | I | O  | I  | O  | O  | I  | O  | I  | I  | O  | I  | O  | I  | O  | I  | O  | I  | O  | I  | I  | O  | I  | O  |
| Eredmény | GY | V  | GY | V | GY | V | GY | D | GY | D  | D  | D  | GY | GY | V  | D  | GY | GY | GY | V  | D  | GY | GY | D  | D  | GY | GY | D  | GY | GY |
| Helyezés | 7  | 10 | 6  | 8 | 7  | 8 | 6  | 7 | 5  | 6  | 5  | 6  | 5  | 4  | 5  | 6  | 5  | 3  | 3  | 4  | 4  | 4  | 3  | 3  | 5  | 4  | 3  | 4  | 3  | 3  |

Helyszín: O = Otthon; I = Idegenben. Eredmény: GY = Győzelem; D = Döntetlen; V = Vereség.

#### Eredmények összesítése
Az alábbi táblázatban összesítve szerepelnek az MTK Budapest FC 2004/05-ös bajnokságban elért eredményei.
| Ősz/tavasz (forduló)    | Otthon | Otthon | Otthon | Otthon | Otthon | Otthon | Otthon | Idegenben | Idegenben | Idegenben | Idegenben | Idegenben | Idegenben | Idegenben |
| Ősz/tavasz (forduló)    | M      | GY     | D      | V      | LG–KG  | GK     | P      | M         | GY        | D         | V         | LG–KG     | GK        | P         |
| ----------------------- | ------ | ------ | ------ | ------ | ------ | ------ | ------ | --------- | --------- | --------- | --------- | --------- | --------- | --------- |
| Őszi szezon (1–15.)     | 8      | 6      | 2      | 0      | 15–3   | +12    | 20     | 7         | 1         | 2         | 4         | 7–12      | –5        | 5         |
| Tavaszi szezon (16–30.) | 7      | 4      | 3      | 0      | 12–4   | +8     | 15     | 8         | 5         | 2         | 1         | 13–7      | +6        | 17        |
| Összesen (1–30.)        | 15     | 10     | 5      | 0      | 27–7   | +20    | 35     | 15        | 6         | 4         | 5         | 20–19     | +1        | 22        |

### Magyar kupa
4. forduló
| 2004. november 24. 12:30 |

| BKV Előre            | 1 – 0   | MTK Budapest                                 |
| -------------------- | ------- | -------------------------------------------- |
| Werle 77' Molnár 59' | (0 – 0) | Lambulić 12' Juhász 29' Rednic 64' Zabos 90' |

| Sport utcai stadion, Budapest Nézőszám: 179 Játékvezető: Szabó Zsolt (magyar) |

## Külső hivatkozások
- Az MTK Budapest FC hivatalos honlapja
- A csapat mérkőzései a transfermarkt.de-n (németül)